# Lorentzweiler
Lorentzweiler (lb. Luerenzweiler) – miejscowość i gmina (gemeng / commune / Gemeinde) w środkowym Luksemburgu, w kantonie Mersch. Do 3 października 2015 gmina leżała w dystrykcie Luksemburg. Siedziba administracyjna gminy znajduje się w miejscowości Lorentzweiler. Leży nad rzeką Alzette. Liczy 4521 mieszkańców (1 stycznia 2023). Znajduje się tutaj stacja kolejowa Lorentzweiler.

## Podział administracyjny
Do gminy należy dziesięć miejscowości, w tym sześć (Uertschaft) oraz cztery lieu-dit:
1. Asselscheuer (Aasselscheier)
2. Blaschette (Blaaschent / Blascheid)
3. Bofferdange (Boufer / Bofferdingen)
4. Dauschkaul, lieu-dit
5. Helmdange (Hielem / Helmdingen)
6. Hunsdorf (Hënsdref / Hünsdorf)
7. Klingelscheuer (Kléngelscheier), lieu-dit
8. Lorentzweiler (Luerenzweiler)
9. Rashof (Rashaff), lieu-dit
10. Schwanenthal (Schwunnendall), lieu-dit